# Nedystoma dayi
Nedystoma dayi är en fiskart som först beskrevs av Ramsay och Ogilby, 1886.  Nedystoma dayi ingår i släktet Nedystoma och familjen Ariidae. Inga underarter finns listade i Catalogue of Life.